# Music from the Succubus Club — Vampire: The Masquerade
Music from the Succubus Club — Vampire: The Masquerade — CD-сборник, выпущенный студией-звукозаписи Dancing Ferret Discs в в феврале (марте) 2000 года. Был создан, как саундтрек для партий в ролевую игру Vampire: The Masquerade из серии World of Darkness. 

## Создание
Продюсером сборника выступил член студии Dancing Ferret Discs Патрик Роджерс (Patrick Rodgers) под руководством компании White Wolf Publishing.
Мастеринг звукозаписи был выполнен Роджером Лианом из Masterdisk. Обложку оформил Клайд Колдуэлл, а графический дизайн - Джими Блэк.
Задняя сторона диска содержит следующую аннотацию:
Music from the Succubus Club окажет вас в центре корчащейся массы тел, которая будет двигаться на танцполе под соблазнительную и страстную музыку, льющуюся через звуковую систему самого опасного ночного клуба в мире тьмы. 13 новых эксклюзивных треков от международных артистов.

## Связь песен и Мира Тьмы
Внутри вселенной Мира Тьмы, альбом представляет работой музыканта DJ Damascus — диджея вампирского клуба Succubus, который появился в книге 1991 года Succubus Club, представляющая собой дополнение к первой редакции Vampire: The Masquerade.
На обложку диска была записана следующая цитата выдуманного ди-джея:
Я заметил, что каждая из этих песен, похоже, находит отклик в определенном клане

I've noticed that each of these songs seems to strike a chord with a particular clanDJ Damascus
Стоит заметить, что "отклик" между песнями кланами состоит в звучании и поднимаемых тем в лирике, так как композиция группы с названием "Nosferatu" относится к клану Джованни, а не Носферату. Так во многих песнях звучит знакомая для мира тьмы тема тоски и одиночества из-за "не жизни" вампиров, характерных особенностей каждого из клана и так далее. Дальше будут представленный некоторые подобные примеры:
В песне "Deception" (в переводе "Обман") поется о цене обмана лирического героя для женщины и ее детей (родом занятий представителей клана Равнос является различный обман и мошенничество из-за своего родового проклятья); "Hemoglobin" начинается со строчки "Каждое убийство - удовольствие!" (англ. Every killing is a treat!) и сама песня посвящена теме убийств (Ассамиты известны, как первоклассные ассасины); песня "Bloodsucker 2000" рассказывает о вампире, поймавшем девушку, что должна следовать в "вампирскую империю в Трансильвании" для мучений (исторической родиной клана Цимисхов стали Карпатские горы и Восточная Европа, а одним из представителей клана был валашиский господарь Влад III Цепеш, ставший прототипом для Дракулы, представители сообщества известны своей жестокостью по отношению к людям).
Также во многих песнях (Last Beat of Your Heart, Blind in Darkness и Soul To Bleed) упоминается тема питья крови и саму кровь, как элемент повествования.

## Список композиций
| №                   | Название                               | Автор(ы)            | Длительность |
| ------------------- | -------------------------------------- | ------------------- | ------------ |
| 1.                  | «Deception» (клан Равнос)              | The Crüxshadows     | 4:59         |
| 2.                  | «Prey» (клан Ласомбра)                 | Seraphim Shock      | 4:19         |
| 3.                  | «Bloodsucker 2000» (клан Цимисхов)     | Paralysed Age       | 4:56         |
| 4.                  | «Heart of Darkness» (клан Сетитов)     | Wench               | 4:53         |
| 5.                  | «Cold From Fever» (клан Вентру)        | Sunshine Blind      | 4:04         |
| 6.                  | «Fall No More» (клан Гангрел)          | Bella Morte         | 5:05         |
| 7.                  | «Soul To Bleed» (клан Малкавиан)       | Carfax Abbey        | 4:49         |
| 8.                  | «Hemoglobin» (клан Ассамиты)           | Beborn Beton        | 4:09         |
| 9.                  | «Last Beat of Your Heart» (клан Бруха) | Mission U.K.        | 2:59         |
| 10.                 | «Rotting On The Vine» (клан Носферату) | Kristeen Young      | 3:44         |
| 11.                 | «The Night Is Young» (клан Джованни)   | Nosferatu           | 5:20         |
| 12.                 | «Blind in Darkness» (клан Тремер)      | Diary of Dreams     | 6:23         |
| 13.                 | «Superficial» (клан Тореадор)          | Neuroactive         | 4:20         |
| Общая длительность: | Общая длительность:                    | Общая длительность: | 01:00:06     |

## Отзывы
На музыкальном сайте Discogs сборник получил рейтинг 4.08 / 5
На платформе Amazon Music у альбома стоит рейтинг 3.9 / 5